# コンチャーク

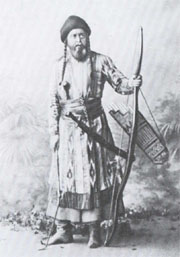
映画『イーゴリ公(ru)』中のコンチャーク

コンチャーク（ロシア語: Кончак、? - 1203年以降）は、ドン川とドニエプル川流域のポロヴェツ族を統帥したハン（汗）。シャルカンの孫、オトロクの子。ポロヴェツ族を率いてルーシ諸公の内紛に干渉し、キエフやペレヤスラヴリを襲撃した。

## 略歴
コンチャークはポロヴェツ族の統一に尽力し、ハン（汗）への権力集中を推し進めた。12世紀にはドン川流域の70の街を軍事・政治上の巨大な統一組織へとまとめ上げた。ステップでのコンチャークの活動は、シャルカーン一門の名声を高めることになった。
初めてルーシの年代記上に現れるのは1172年のことであり、それはコンチャークがルーシ諸公の内紛に参与した、という主旨の記述であった。1174年、ポロヴェツ族のコビャークとの同盟を締結し、最初のルーシへの遠征軍を組織した。ポロヴェツ軍はペレヤスラヴリを脅かしたが、街を落とすことはできず、近郊を略奪するにとどまった。また、ポロヴェツ軍の前衛部隊の兵を捕虜にしたイーゴリ（『イーゴリ軍記』のイーゴリ公）に、軍の位置をつかまれて撃破された。
1179年8月、ペレヤスラヴリ近郊の襲撃に成功し、莫大な戦利品とともにステップに帰還した。しかし、それでもコンチャークの元には、キエフ大公国やチェルニゴフ公国と継続的に戦い続けるには十分な兵力がなく、それらの諸都市を落とすには至らなかった。後にチェルニゴフ公スヴャトスラフらと和平している。
1180年、オーヴルチ公リューリクのキエフ大公の座を巡る闘争に干渉したが、コンチャークとコビャークの軍はリューリクの軍に撃破され、二人の息子トトゥ－ルとビャコバは戦死した。1183年にはグレプ＝ハンと共にルーシへの遠征を挙行したが、ルーシの諸公が迎撃に出たことを聞くと撤退した。また、同年のオレリ川の戦いではポロヴェツ軍はルーシ諸公軍に撃破され、コビャークは捕らえられて死亡した。
1184年、コンチャークは攻城兵器をも導入した、大規模な遠征の準備に取り掛かった。1185年ルーシへ侵攻したが、スヴャトスラフを長としたルーシ諸公軍にホロル川の戦いで撃破された。コンチャークは辛くも死地を逃れた。
一方、1185年5月の、スゥャトスラフが主導した黒帽子族のステップへの進撃は、いかなる成果をも挙げさせることなく撃退した。また同年イーゴリ公をカヤーラ川の戦い（pl）で撃破し捕虜にしている。
さらに、グザークと共に再びルーシへの遠征を挙行した。しかし、無防備のセヴェルスキーに向けて進撃しようとするグザークとは異なり、コンチャークは再度ペレヤスラヴリを包囲した。しかしスヴャトスラフとリューリクのドルジーナ隊接近の報を聞いたコンチャークは包囲を解き、ステップへの帰路途中のリューモフ（現クルスクの一部）を焼き払って退却した。
1187年、イーゴリ公との同盟を強化するべく、捕虜状態にあったイーゴリ公の息子ウラジーミルと、洗礼を受けさせた自身の娘とを結婚させた。さらに、キエフへの大掛かりな遠征を計画したが、スヴャトスラフ、リューリク、チェルニゴフ公ヤロスラフらの徴収した軍勢に遮られた。このような状況下にもかかわらず、コンチャークは、キエフやチェルニゴフの諸公（イーゴリとその親族を除く）に対する好戦的な政治方針を放棄しなかった。
コンチャークの動向を記した最後のものは、『ノヴゴロド第一年代記』の1203年1月2日の記述である。それは、リューリクとオレグ家（チェルニゴフ諸公）がキエフを獲得した際に、コンチャークもそれに参加していた、という主旨のものである。

## 子
- 娘：イーゴリの子ウラジーミルと結婚。聖名スヴォボーダ[5]。
- ユーリー：コンチャークの後を継いだ。カルカ河畔の戦いで戦死。
- トトゥ－ル：1180年、リューリクに敗れ戦死[2]。
- ビャコバ：1180年、リューリクに敗れ戦死[2]。